# Icterus laudabilis
Icterus laudabilis là một loài chim trong họ Icteridae.